# M24 (снайперская винтовка)
7,62-мм снайперская винтовка M24 (по техническим условиям: англ. rifle, 7.62mm, sniper w/ day optical sight and carrying cases, M24 — винтовка калибра 7,62 мм, снайперская с оптическим прицелом и футлярами, модель 24; по тренировочному руководству: англ. M24 sniper weapon system — система снайперского вооружения модели 24) — американская снайперская винтовка, созданная на основе Remington 700.

## История
К середине 1980-х годов состоявшие на вооружении снайперские винтовки M21, созданные на базе автоматической винтовки M14, начали приходить в нерабочее состояние, и остро встала проблема запасных частей. Кроме того, изменившаяся ситуация в мире переместила центр основных возможных операций Армии США из Европы на Ближний и Средний Восток. Открытые пустынные пространства диктовали требования к точной стрельбе на дистанции до 1000 метров. Не без оглядки на Корпус морской пехоты США Армия создала требования к новой винтовке, которая должна была иметь продольно-скользящий затвор, полимерную ложу и ствол из нержавеющей стали. В результате проведенного конкурса в финале оказались Steyr SSG69 и Remington Model 700BDL. Ремингтон победил, и в 1987 году на вооружение Армии США была принята винтовка M24.

## Описание
M24 имеет ствол из нержавеющей стали длиной 609 мм, специально обработанный для стрельбы снайперскими боеприпасами M118SB калибра 7,62 мм НАТО. Ствол имеет разработанную Ремингтоном сверловку 5R, имеющую 5 нарезов со скруглёнными краями (для уменьшения трения). Шаг нарезов — 1 оборот на 286 мм. Затыльник приклада регулируется на длину 69 мм вперед-назад, для подстройки под любого стрелка. Прицел Leupold-Stevens M3 Ultra имеет фиксированную кратность 10x или 12x, шкалу для определения дальности и компенсатор для учёта снижения траектории пули.
Винтовка предназначена для использования снайперских патронов M118SB. Прицельные приспособления рассчитаны на патрон M118SB. Использование других патронов калибра 7,62 мм НАТО требует перепристрелки оружия.
Ствол винтовки рассчитан на 5000 выстрелов. Гарантируется, что кучность стрельбы при этом не будет превышать первоначальную более чем в 2 раза.
Военная модификация с целью использования Remington M24 в качестве крупнокалиберной снайперской винтовки, включает возможность  использование патрона калибра .470 Nitro Express, .338 Lapua Magnum или .300 Winchester Magnum.  и имеет продольно-скользящий поворотный затвор.
Дальность стрельбы достигает 2300 м.

## Использование
Винтовка M24 состояла или состоит по сей день на вооружении следующих стран:
- Аргентина,
- Хорватия,
- Грузия,
- Сальвадор,
- Венгрия,
- Ирак,
- Израиль,
- Япония,
- Ливан,
- Мексика,
- Китайская Республика,
- Великобритания,
- США.